# Альварадо, Эркулано
Эркулано Альварадо (исп. Herculano Alvarado; 7 ноября 1879, Тотоникапан — 9 сентября 1921) — гватемальский пианист и музыкальный педагог.
Учился музыке у своего отца, затем в Национальной консерватории у Леопольдо Кантилены. По инициативе работавшего в Гватемале итальянского дирижёра Хуана Аберле талантливому юному музыканту была назначена стипендия для обучения в Европе, и с 1893 г. он учился в Неаполе у Беньямино Чези. Вернувшись на родину, с 1898 г. преподавал в консерватории, а в 1911 г. возглавил её и сохранял свой пост до 1917 г., когда консерватория была временно закрыта в связи с последствиями землетрясения. Среди учеников Альварадо, в частности, Сальвадор Лей. Ему принадлежит ряд салонных фортепианных пьес.